# Gerónimo Rivera
Luciano Gerónimo Rivera Flores (Villa Sastre, Temperley, Provincia de Buenos Aires, Argentina; 18 de agosto de 2003) es un futbolista argentino que se desempeña en la posición de extremo y su actual equipo es el Al-Wahda  de la UAE Pro League .

## Trayectoria

### Inicios
Rivera en sus inicios jugó en las categorías inferiores de Club Atlético Lanús, pero rápidamente pasó al Club Atlético Banfield.
Según sus declaraciones: "De chiquito jugaba en Lanús, pero pude darme cuenta y pasarme a la vereda correcta. Me decían que no podía jugar al fútbol porque era muy chiquito, pero acá está el resultado".

### Banfield
Poco tiempo después se fue al Club Atlético Banfield, club en el que debutó el 3 de junio de 2023, por la fecha 19 del Campeonato de Primera División 2023 dónde su equipo perdió 2-0 frente a Racing Club. Su primer gol fue ante Instituto de Córdoba por la fecha 6 de la Copa de la Liga Profesional 2023.

### Al-Wahda
En julio de 2025 llega al Al Wahda por una cifra cercana a los 2 millones de dólares por el 50% del pase.

## Clubes
Actualizado al último partido disputado el 3 de diciembre de 2023.
| Club               | Div.          | Temporada     | Liga  | Liga  | Liga   | Copas nacionales | Copas nacionales | Copas nacionales | Copas internacionales | Copas internacionales | Copas internacionales | Total | Total | Total  |
| Club               | Div.          | Temporada     | Part. | Goles | Asist. | Part.            | Goles            | Asist.           | Part.                 | Goles                 | Asist.                | Part. | Goles | Asist. |
| ------------------ | ------------- | ------------- | ----- | ----- | ------ | ---------------- | ---------------- | ---------------- | --------------------- | --------------------- | --------------------- | ----- | ----- | ------ |
| Banfield Argentina | 1.ª           | 2023          | 7     | 0     | 1      | 17               | 2                | 1                | -                     | -                     | -                     | 24    | 2     | 2      |
| Banfield Argentina | Total club    | Total club    | 7     | 0     | 1      | 17               | 2                | 1                | 0                     | 0                     | 0                     | 24    | 2     | 2      |
| Total carrera      | Total carrera | Total carrera | 7     | 0     | 1      | 17               | 2                | 1                | 0                     | 0                     | 0                     | 24    | 2     | 2      |